# St-Limin (Thuret)
Die ehemalige Prioratskirche Saint-Limin (oder auch Saint Martin) in Thuret ist heute die Pfarrkirche des knapp 800 Einwohner zählenden Ortes in der Limagne. Seit dem Jahr 1850 ist das Bauwerk als Monument historique eingestuft.

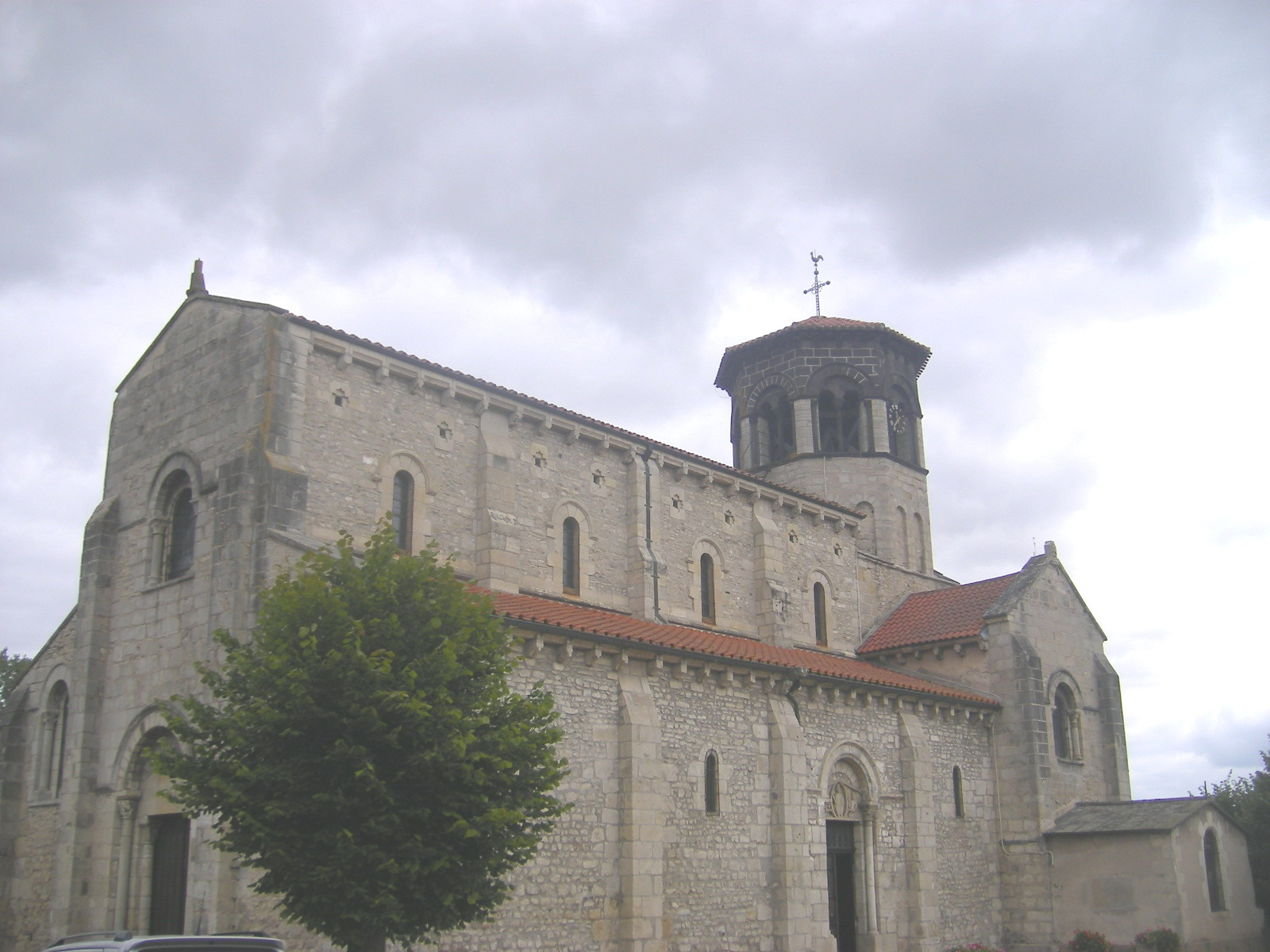
Ehemalige Prioratskirche Saint Limin (oder Saint-Martin) in Thuret

## Baugeschichte
Die Kirche wurde wahrscheinlich bereits im ausgehenden 11. Jahrhundert erbaut (Langhaus) und in der zweiten Hälfte des 12. Jahrhunderts (um 1150/1170) umgestaltet (Erneuerung von Transept und Chorbereich). Im 15. Jahrhundert erhielt das Mittelschiff ein Kreuzrippengewölbe anstelle des ursprünglichen Tonnengewölbes. In der Zeit der Französischen Revolution – vielleicht auch schon vorher – wurden die auf der Südseite der Kirche befindlichen Klostergebäude (Kreuzgang, Dormitorium, Refektorium etc.) abgerissen; das Kirchengebäude selbst wird seitdem als Pfarrkirche genutzt. Um die Mitte des 19. Jahrhunderts wurde der Bau grundlegend restauriert; auch der während der Revolutionsjahre eingestürzte Vierungsturm wurde – zwar in Stilformen der Romanik, aber mit anderem Steinmaterial – rekonstruiert. Ob Teile des Kircheninneren ursprünglich mit Fresken geschmückt waren, ist nicht bekannt; die heute sichtbaren Dekormalereien stammen wohl erst aus dem 19. Jahrhundert.

## Patrozinium
Das Patrozinium hat im Laufe der Jahrhunderte mehrfach gewechselt – eine Tatsache, die für eine Kirche in dieser Form ungewöhnlich ist: Ursprünglich war die Kirche St-Genès geweiht, im Jahre 1311 folgte eine Weihe an St-Limin, im 18. Jahrhundert an St-Martin, im 19. Jahrhundert an St-Bonnet und im 20. Jahrhundert an St-Bénilde. Auch heutzutage kursieren immer noch mehrere dieser Bezeichnungen.

## Bauwerk

### Steine
Der Kirchenbau besteht nahezu vollständig aus hellem Kalkstein, der in den etwa 10 Kilometern nordwestlich gelegenen Steinbrüchen von Chaptuzat gebrochen wurde. Mit Ausnahme der Fassade, der Strebepfeiler und Teilen der Mittelapsis sind die Steine nur grob behauen. Das Glockengeschoss des im 19. Jahrhundert rekonstruierten Vierungsturms besteht aus dem dunklen vulkanischen Lavagestein der Auvergne.

### Grundriss
Die Kirche hat einen basilikalen Grundriss (erhöhtes Mittelschiff und zwei Seitenschiffe), der vor dem Chorbereich von einem Querschiff unterbrochen wird. Das Querschiff ist im Äußeren etwas niedriger als das Mittelschiff und ragt nur wenig über die Außenwände der Seitenschiffe hinaus. Der Chorbereich wird aus drei Apsiden gebildet; er hat also keinen Umgangschor, was bedeutet, dass die Kirche ursprünglich nicht als Pilger- oder Wallfahrtskirche konzipiert war.

### Aufriss
Auch der Aufriss ist klar konzipiert und beinahe streng – auf architektonische Feinheiten und figürlichen oder ornamentalen Bauschmuck wird am Außenbau weitestgehend verzichtet. Lediglich die Jochgliederung des Kircheninnern wird im Äußeren durch Strebepfeiler angezeigt. Die (maßwerklosen) Fenster sind klein; nur das Westfenster über dem Hauptportal und die Querschifffenster sind etwas größer dimensioniert. Die Traufzonen ruhen auf kleinen steinernen Konsolen, die teilweise skulptiert sind (Akrobat, Grimassenschneider, geflügelte Meerjungfrau, Tier mit Kugel im Mund).
Sehr schön ist der Blick auf die Chorpartie mit ihren drei Apsiden, deren mittlere etwas größer ist als die beiden seitlichen; außerdem ist sie durch Halbsäulenvorlagen stärker akzentuiert. Über der Vierung erhebt sich ein oktogonaler zweigeschossiger Vierungsturm mit Blendfenstern im unteren Bereich und einem – aus Vulkangestein aufgebauten, aber von Kalksteinsäulen unterbrochenen – Kranz von Schallöffnungen oben, der jedoch in seiner heutigen Gestalt erst im 19. Jahrhundert hinzugefügt wurde.

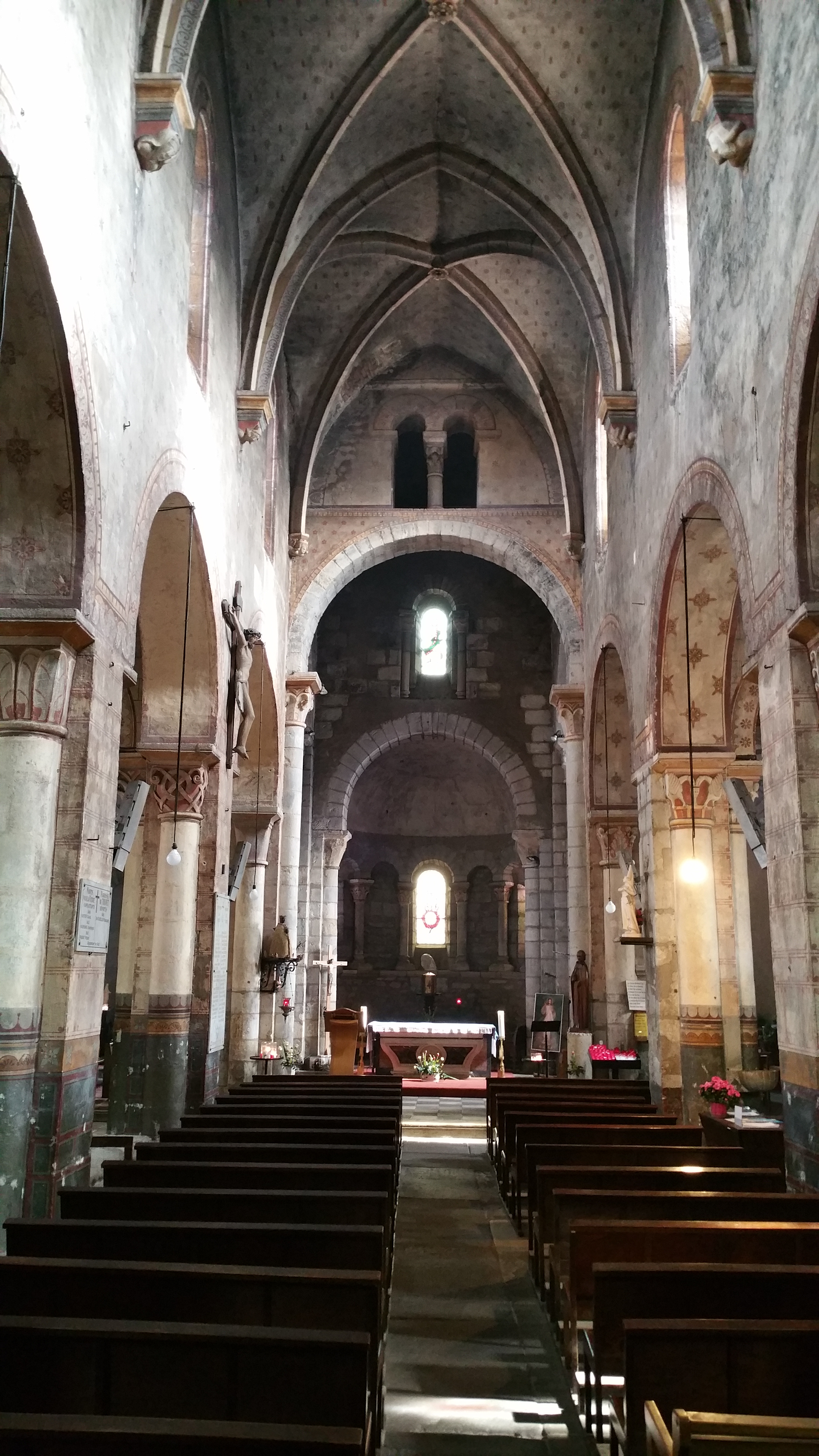
Prioratskirche Thuret – Kirchenschiff

### Innenraum
Die Joche im Langhaus der Kirche haben vierteilige Kreuzrippengewölbe, die jedoch nicht dem ursprünglichen Zustand entsprechen, sondern im 15. Jahrhundert das ältere Tonnengewölbe ersetzten. In den Seitenschiffen sind dagegen noch die originalen Tonnengewölbe erhalten. Der obere Teil des Bauwerks ruht auf Pfeilern, denen Halbsäulen vorgeblendet sind. Der Vierungsbereich zeigt einen für auvergnatische Kirchenbauten üblichen Querriegel (massif barlong), der hier jedoch nicht in voller Gänze ausgearbeitet ist.
Die Halbsäulen haben insgesamt 64 einfach skulptierte und teilweise farbig gefasste Kapitelle, von denen allerdings mehrere im 19. Jahrhundert restauriert bzw. ergänzt wurden. Der Figurenstil ist jedoch so einzigartig, dass man die meisten figürlichen Kapitelle dem Mittelalter zuordnet – es finden sich Darstellungen von Adam und Eva, ein Guter Hirte, aus einem Kelch trinkende Vögel, ein angebundener Affe u. a.

### Portale
Die Kirche hat zwei Portale. Das Laienbrüdern/Konversen, Pilgern und Dorfbewohnern vorbehaltene Westportal ist weitgehend schmucklos; lediglich die beiden Kapitelle, auf denen ein einfacher Archivoltenbogen aufruht, zeigen figürlichen Schmuck (Atlanten, Personen in Weinranken, Vögel).

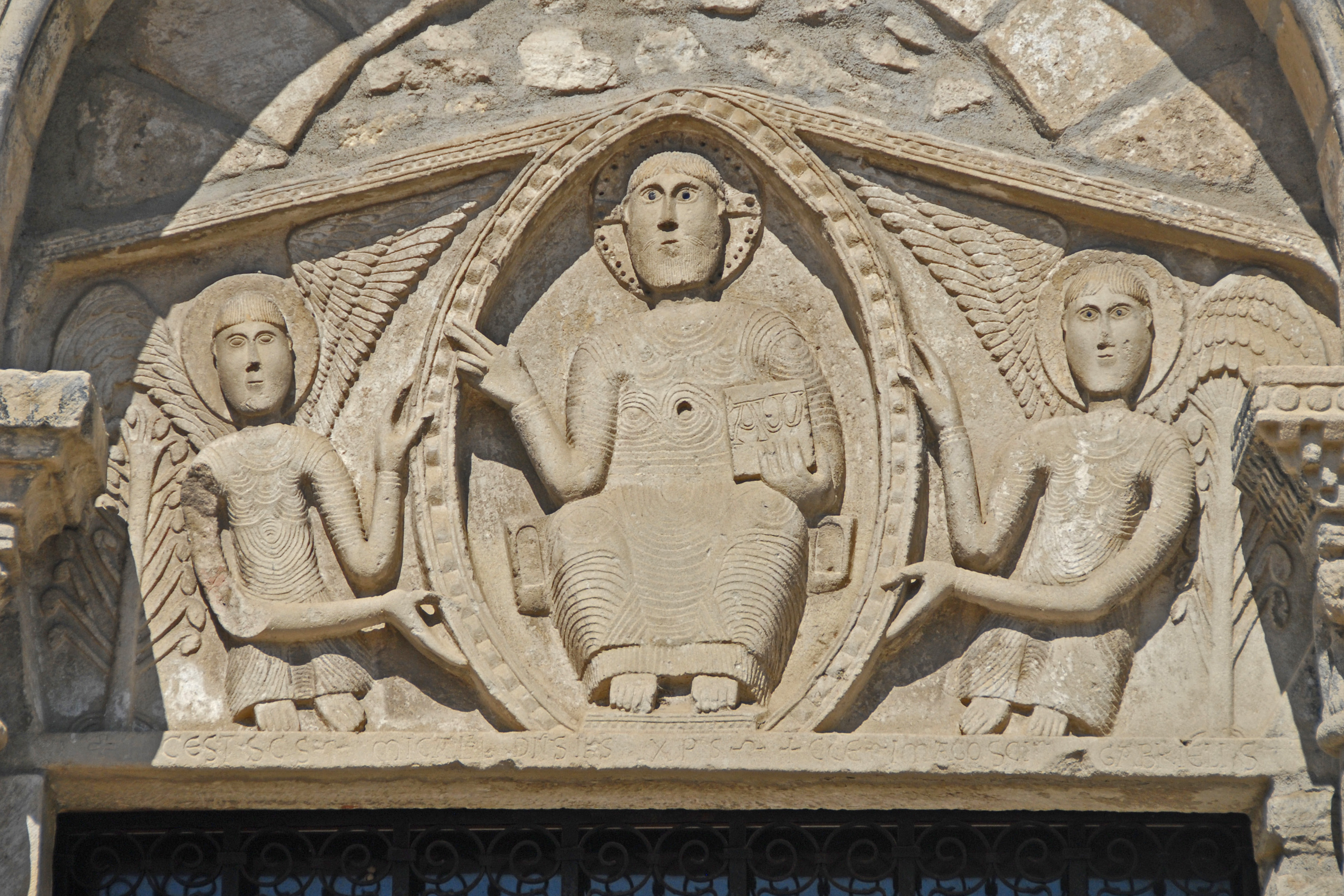
Thuret, Südportal: Tympanon mit Christus in der Mandorla als Pantokrator

Das Südportal hingegen, das ursprünglich allein den Mönchen als Zugang vom Klausurbereich zur Kirche vorbehalten war, zeigt ein eher seltenes giebelförmiges Tympanon mit Christus als Pantokrator auf einem Thron sitzend in einer Mandorla, die seitlich von zwei Engeln (der darunter befindlichen Inschrift zufolge die Erzengel Michael und Gabriel) gehalten wird. Die größtenteils aus konzentrischen Halbkreisen bestehende Gewandbehandlung der drei Personen ist in keiner Weise realistisch – der Faltenwurf ist ausschließlich dekorativ gemeint. Auf der Brust Christi sowie in seinem Kreuznimbus sind Löcher zu erkennen, die darauf schließen lassen, dass hier ehemals kostbare (Edel-)Steine eingelassen waren. Seitlich der beiden – ausnahmsweise nimbierten – Engel ist jeweils ein (Lebens-)Baum zu erkennen. Die beiden Kapitelle haben ein abstrakt-vegetabilisches Dekor; das rechte zeigt einen schönen Klötzchenfries als Abschluss.

## Bedeutung
Der Stil des – nur in Thuret zu findenden und wahrscheinlich nur von einem oder zwei Bildhauern des späten 11. Jahrhunderts geschaffenen – Figurenschmucks ist ausgesprochen einfach und naiv, ja beinahe 'primitiv': Die Körperbehandlung ist unplastisch, die Arme der Figuren sind oft deutlich überlängt und die Gesichter erscheinen stereotyp. Dennoch ist der Gesamtausdruck des Tympanons und der Kapitelle durchaus kraftvoll und repräsentativ.

## Schwarze Madonna
Im Innern der Kirche findet sich eine in der Region verehrte Schwarze Madonna aus dem 17. Jahrhundert. Das Jesuskind sitzt nicht – wie üblich – auf ihrem Schoß (sedes sapientiae), sondern sein Kopf schaut kurioserweise frontal aus einer Öffnung des glockenförmigen und mit Blattgold überzogenen Marienmantels heraus.